# Гофман фон Фаллерслебен, Август Генрих
Август Генрих Гофман фон Фаллерслебен (нем. August Heinrich Hoffmann von Fallersleben, наст. имя Август Генрих Гофман, August Heinrich Hoffmann; 2 апреля 1798, Фаллерслебен — 19 января 1874, Корвей) — немецкий германист и автор песен.
Более всего известен тем, что 26 августа 1841 года, находясь на острове Гельголанд (тогда часть Великобритании), написал текст к «Песне немцев» («Deutschland, Deutschland über alles»).

## Биография
Фон Фаллерслебен родился 2 апреля 1798 года в местечке Фаллерслебен (ныне Вольфсбург). Он не был дворянского происхождения. Его настоящее имя было Август Генрих Гофман, приставку фон с именем Фаллерслебен (по месту рождения) он использовал, чтобы его не путали с другими литераторами, которые тоже носили распространённую немецкую фамилию Гофман.
Фаллерслебен скончался 19 января 1874 года в аббатстве Корвей близ города Хёкстера.